# 長浜太閤温泉
長浜太閤温泉（ながはまたいこうおんせん）は、滋賀県長浜市公園町にある温泉。
琵琶湖に隣接する長浜城周辺で湧出している。

## 泉質
- 含鉄泉（低張性中性冷鉱泉）
  - 泉質名ははっきりと不明のため、温泉法上の温泉と記述されていることも多い。
  - 泉温　17.8〜21.8℃
- 源泉温度が低いため、加温している。

## 温泉街
温泉街はない。豊臣秀吉が築城したとされる長浜城周辺に宿泊施設が点在している。
そのうち、温泉を引くのは数軒の宿泊施設のみである。一部の宿泊施設では日帰り入浴も扱っている。
なお、公園町には1967年（昭和42年）に国民宿舎「豊公荘」が開業したが、2020年（令和2年）6月から臨時休館となり、2023年（令和5年）8月に長浜市から閉鎖の方針が示された。

## 歴史
温泉は、長浜城跡から昭和58年（1983年）5月に発掘された。秀吉が初の子供を授かったということから「子宝の湯」とも言われている。

## アクセス
鉄道
- JR北陸本線長浜駅から徒歩10分。
- JR北陸本線虎姫駅より車で約15分。
- JR東海道新幹線米原駅より車で約15分。

自動車
- 北陸自動車道長浜ICより車で約12分。